# Frank Forberger
Frank Forberger, född den 5 mars 1943 i Meissen i Tyskland, död 30 september 1998 i Meissen, var en östtysk roddare.
Han tog OS-guld i fyra utan styrman i samband med de olympiska roddtävlingarna 1972 i München.